# フォゴトゥン・テイルズ
『フォゴトゥン・テイルズ』（原題：The Forgotten Tales）は、ドイツのヘヴィメタルバンド、ブラインド・ガーディアンが1996年に発表したコンピレーション・アルバム。カヴァー曲や、バンドのオリジナル曲の別ヴァージョン等を収録している。

## 解説
1995年に「ミスター・サンドマン」のミュージック・ビデオを録っていた時に、このアルバムのアイディアが生まれ、1996年1月よりレコーディングを開始。バンドとピート・シールクの共同プロデュースにより、「サーフィンUSA」「トゥ・フランス」のカヴァーと、オリジナル曲のリメイク5曲が新たに録音された。更に、1995年までに発表されていたカヴァー曲や、1995年録音のライヴ音源等も組み合わせて本作が完成した。

## 収録曲
1. ミスター・サンドマン - Mr. Sandman (Pat Ballard) – 2:11
  - ザ・コーデッツのカヴァー。1995年にシングルとして発表された。
2. サーフィンUSA - Surfin' USA (Chuck Berry, Brian Wilson) – 2:25
  - ザ・ビーチ・ボーイズのカヴァー。本作に初収録。
3. ブライト・アイズ - Bright Eyes (Acoutsic Version) (Hansi Kürsch, André Olbrich) – 4:22
  - 『イマジネーションズ・フロム・ジ・アザー・サイド』（1995年）収録曲の別ヴァージョン。本作に初収録。
4. ロード・オブ・ザ・リングズ - Lord of the Rings (Orchestral Version) (H. Kürsch, Marcus Siepen) – 3:57
  - 『テイルズ・フロム・ザ・トワイライト・ワールド』（1990年）収録曲の別ヴァージョン。本作に初収録。
5. 魔法使い - The Wizard (Ken Hensley, Mark Clarke) – 3:18
  - ユーライア・ヒープのカヴァー。シングル「パースト・アンド・フューチャー・シークレット」（1995年）のカップリング曲として発表された。
6. スプレッド・ユア・ウィングズ - Spread Your Wings (John Deacon) – 4:15
  - クイーンのカヴァー。『サムホェア・ファー・ビヨンド』（1992年）のCDボーナス・トラックとして発表された。
7. モードレッズ・ソング -  Mordred's Song (Acoustic Version) (H. Kürsch, A. Olbrich) – 5:18
  - 『イマジネーションズ・フロム・ジ・アザー・サイド』（1995年）収録曲の別ヴァージョン。本作に初収録。
8. ブラック・チェンバー -  Black Chamber (Orchestral Version) (H. Kürsch) – 1:17
  - 『サムホェア・ファー・ビヨンド』収録曲の別ヴァージョン。本作に初収録。
9. バーズ・ソング（ライヴ） -  The Bard's Song (Live) (H. Kürsch, A. Olbrich) – 4:13
  - 『サムホェア・ファー・ビヨンド』収録曲のライヴ・ヴァージョンで、1995年12月のデュッセルドルフ公演の音源を使用。本作に初収録。
10. バーバラ・アン/ロング・トール・サリー - Barbara Ann / Long Tall Sally (Fred Fassert / Enotris Johnson, Robert Blackwell, Richard Penniman) – 1:45
  - ザ・レジェンツやザ・ビーチ・ボーイズで知られる楽曲のカヴァーと、リトル・リチャードのカヴァーのメドレー。『フォロー・ザ・ブラインド』（1989年）で発表された。
11. パースト・アンド・フューチャー・シークレット -  A Past and Future Secret (H. Kürsch, A. Olbrich) – 3:49
  - 『イマジネーションズ・フロム・ジ・アザー・サイド』収録曲で、アルバムと同じヴァージョン。
12. トゥ・フランス - To France (Mike Oldfield) – 4:42
  - マイク・オールドフィールドのカヴァー。本作に初収録。
13. シアター・オブ・ペイン - Theatre of Pain (Orchestral Version) (H. Kürsch, A. Olbrich, Mathias Wiesner) – 4:18
  - 『サムホェア・ファー・ビヨンド』収録曲の別ヴァージョン。本作に初収録。

### 2007年再発盤ボーナス・トラック
1. ハレルヤ - Hallelujah (Roger Greenaway, Roger Cook) – 3:18
  - ディープ・パープルのカヴァー。1995年にシングルのカップリング曲として発表。
2. 死の国の彼方に - Beyond the Realms of Death (Rob Halford, Les Binks) – 7:03
  - ジューダス・プリーストのカヴァー。トリビュート・アルバム『トリビュート・トゥ・ジューダス・プリースト〜レジェンド・オブ・メタルVOL.2』（1996年）で発表。
3. ドント・トーク・トゥ・ストレンジャーズ - Don't Talk to Strangers (Ronnie James Dio) – 4:48
  - ディオのカヴァー。トリビュート・アルバム『ホーリィ・ディオ〜トリビュート・トゥ・ザ・ヴォイス・オブ・メタル〜』（1999年）で発表。

## 参加ミュージシャン
- ハンズィ・キアシュ - ボーカル、ベース
- アンドレ・オルブリッチ - リードギター、バッキング・ボーカル
- マーカス・ズィーペン - リズムギター、バッキング・ボーカル
- トーマス ・"トーメン"・ スタッシュ - ドラムス

ゲスト・ミュージシャン
- マティアス・ヴィースナー - エフェクト(on 1. 4. 11. 12. 13.)、ベース(on 6.)
- ピート・シールク - バッキング・ボーカル(on 2.)、エフェクト(on 8.)
- ミヒャエル・シューレン - ピアノ(on 2.)
- オット・シデニウス - オルガン(on 5.)
- ヤコブ・モス - アコースティック・ギター(on 5. 11.)
- ビリー・キング - バッキング・ボーカル(on 5. 6.)
- ハッキー・ハックマン - バッキング・ボーカル(on 5. 10.)
- ロニー・アトキンス - バッキング・ボーカル(on 5.)
- ステファン・ウィル - ピアノ(on 6.)
- カレ・トラップ - リード・ボーカル(on 10.)、リードギター(on 10.)、バッキング・ボーカル
- ロルフ・ケーラー - リード・ボーカル(on 10.)、バッキング・ボーカル
- アマン・マレク - バッキング・ボーカル(on 10.)